# Hedensted Station
Hedensted Station er en dansk jernbanestation i stationsbyen Hedensted i Østjylland.
Den blev oprettet midt i 1800-tallet, og nedlagt igen i 1974. I 2006 blev det nye trinbræt indviet og blev dermed den eneste station i den nye Hedensted Kommune.